# Герен, Пьер-Нарсис
Не следует путать с современником-художником Поленом Гереном.
Барон Пьер-Нарсис Гере́н (фр. Pierre-Narcisse Guérin; 13 мая 1774, Париж — 6 июля 1833, Рим) — французский живописец, рисовальщик, литограф и педагог, один из наиболее успешных представителей салонно-академического течения позднего неоклассицизма. В 1822—1828 годах директор Французской академии в Риме. Учитель Теодора Жерико и Эжена Делакруа — художников французского романтизма.

## Биография
Пьер-Нарсис родился на окраине Парижа в небогатой семье происхождением из Тьера. Его отец был торговцем скобяными изделиями. На первых порах мальчика не привлекало изобразительное искусство, но, поощряемый родителями, в 1785 году он был принят в Королевскую академию живописи и скульптуры в Париже. Он стал учеником Юга Тараваля и Николя Ги Брене, но был исключен из-за «лености» и восстановлен в Академии только тогда, когда руководство ей взял на себя Жан-Батист Реньо .
В 1796 году Герен получил вторую Римскую премию, а в следующем году — первую, дававшую право на поездку в Италию, за картину «Смерть Катона Утического». Представленная в Парижском салоне 1799 года картина «Марк Секст» (застающий по возвращении из ссылки свою жену на смертном одре) имела огромный успех; поэты воспевали её в одах, в течение всей выставки перед картиной ежедневно стояли посетители.
Вскоре после этого Пьер-Нарсис Герен написал картины «Орфей у гробницы Эвридики» и «Приношение Эскулапу». В 1803 году художник был награждён орденом Почётного легиона.
Затем Герен отправился в Италию, где провёл несколько лет. Вернувшись в Париж, он снова появился в салоне 1810 года с тремя картинами: «Рассвет, похищающий Кефала» — композиция была встречена холодно, «Наполеон прощает мятежников в Каире 30 октября 1798 года», картина, вызвавшая резкую критику.
В 1810 году Герен открыл в Париже мастерскую, которая вскоре стала очень оживлённой, из неё вышли самые известные французские живописцы-романтики: Теодор Жерико, Эжен Делакруа, Ари Шеффер, Леон Конье, Андре Жак Орсель, Луи-Пьер Анрикель-Дюпон, Поль Юэ и другие.
Герен не был женат, не имел детей и поэтому полностью посвятил себя своей мастерской и своим ученикам, с которыми он очень близок. В 1822 году Герен стал директором Французской академии в Риме. В 1829 году получил титул барона. С 1815 года он был членом Института Франции.
27 ноября 1816 года Пьер-Нарсис Герен был назначен на должность профессора парижской Школы изящных искусств, сменив Клода Дежу. Однако художник скончался в 1833 году в Риме  и его сменил Поль Деларош.
Выдающийся художник эпохи ампира, Герен, несмотря на уступки «вкусам салона», писал картины на античные сюжеты с полным правдоподобием костюмов и антуража. Как и его старший современник Жак Луи Давид, в античности Герен видел идеалы гражданственности и благородства. Именно французские художники ампира открыли в истории живописи реалистическую (с точки зрения передачи внешних признаков эпохи) школу изображения античности, в противовес фантазиям на эту тему, существовавшим в предшествующие периоды, когда костюмы персонажей и прочие детали могли носить совершенно фантастический характер.

## Галерея

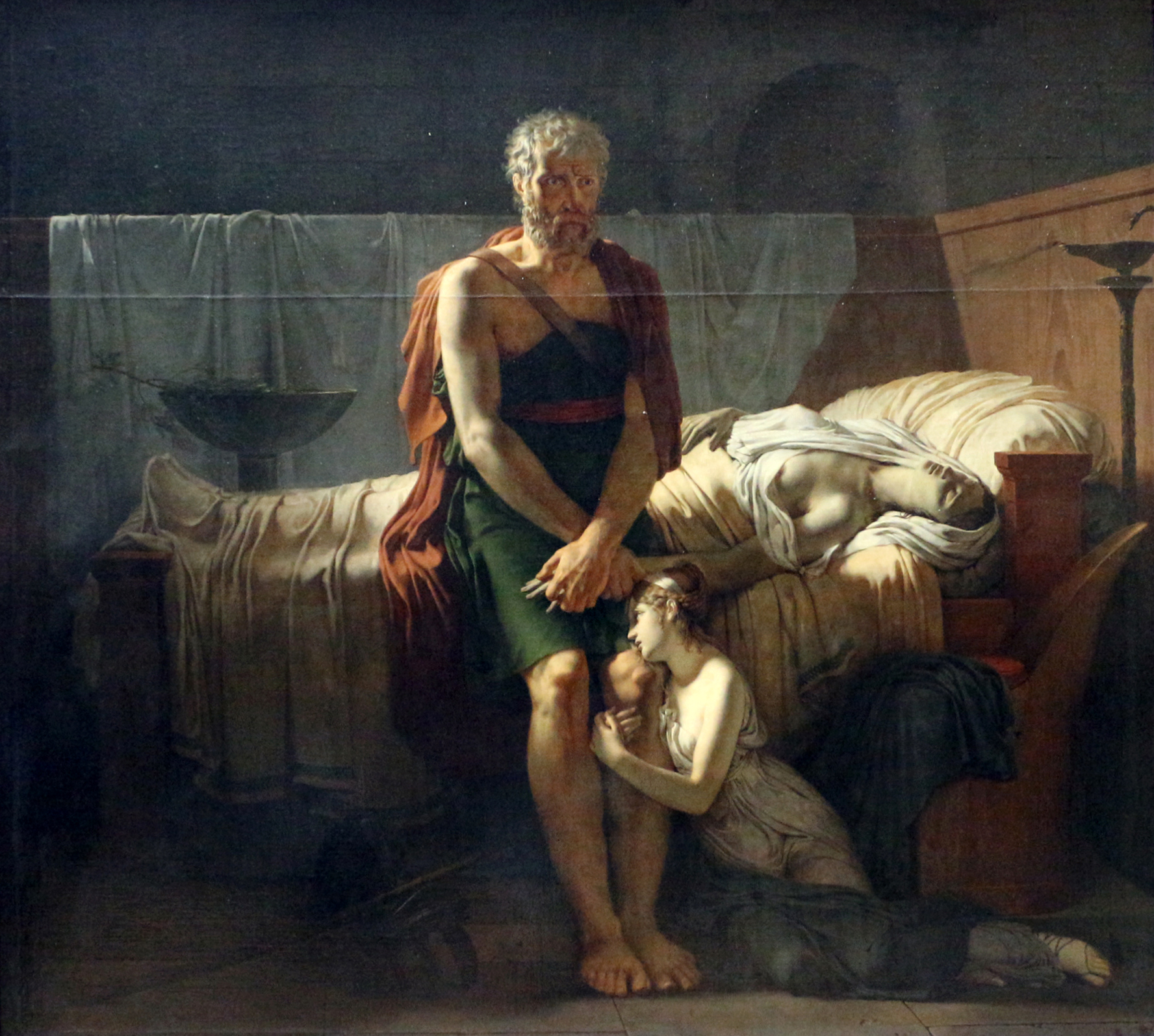
Возвращение Марка Секста. 1799. Холст, масло. Лувр, Париж
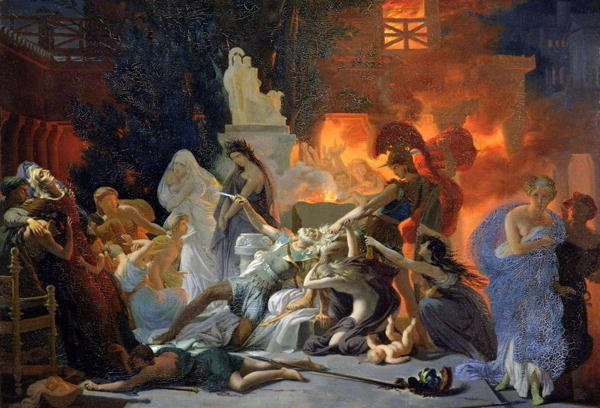
Смерть Приама. 1817. Холст, масло. Музей изящных искусств, Анжер
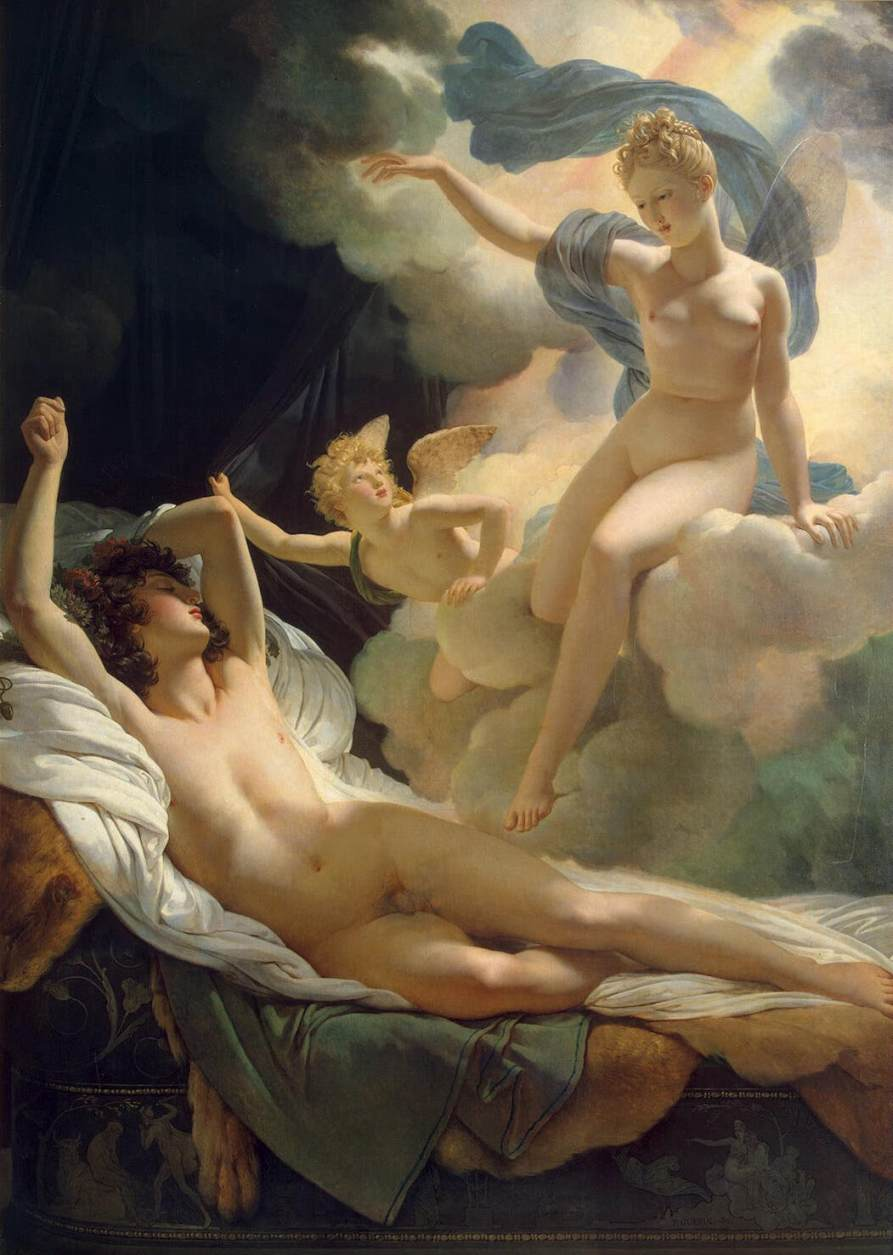
Морфей и Ирида. 1811. Холст, масло. Государственный Эрмитаж, Санкт-Петербург
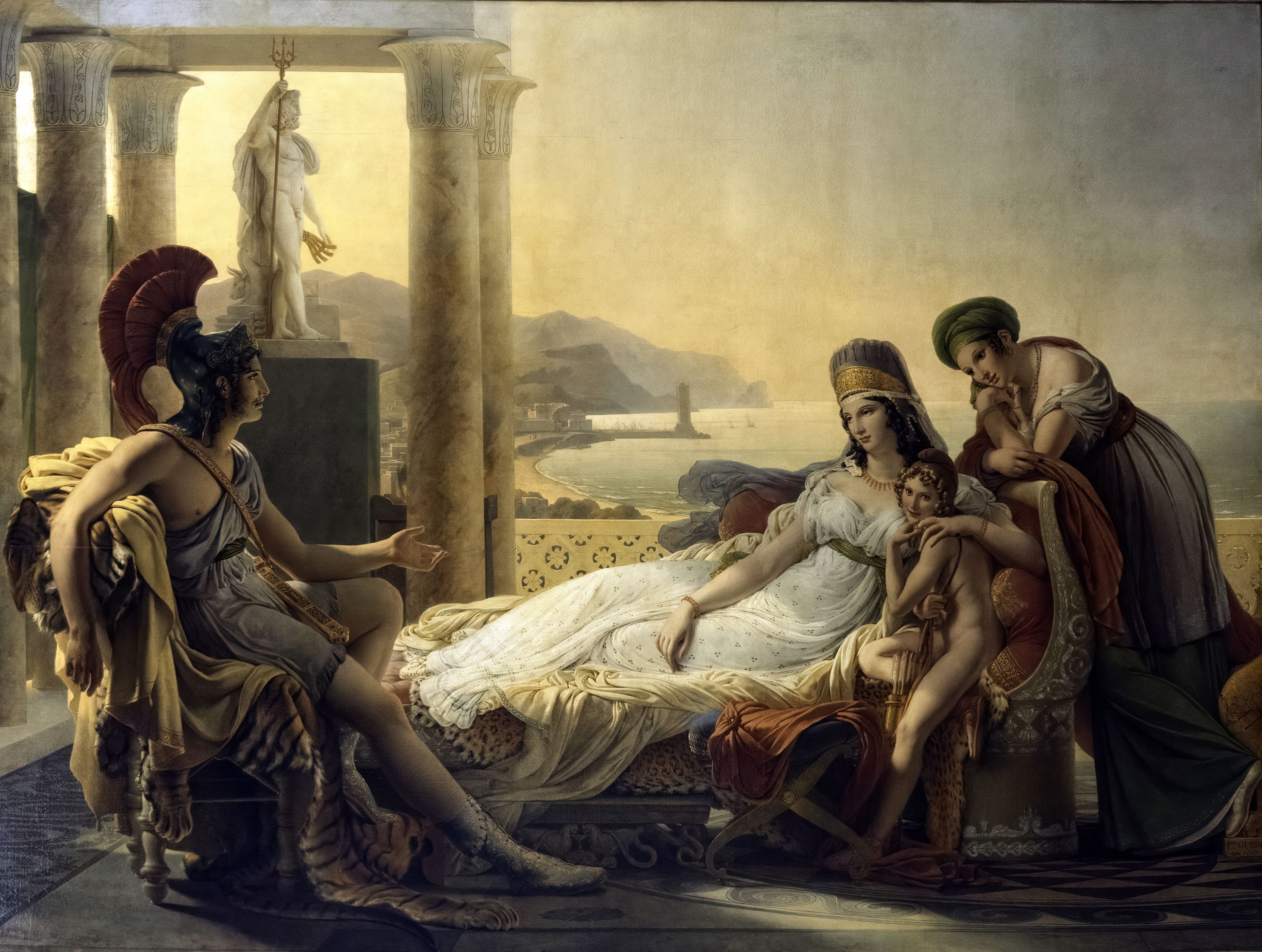
Дидона и Эней. Ок. 1815. Холст, масло. Лувр, Париж
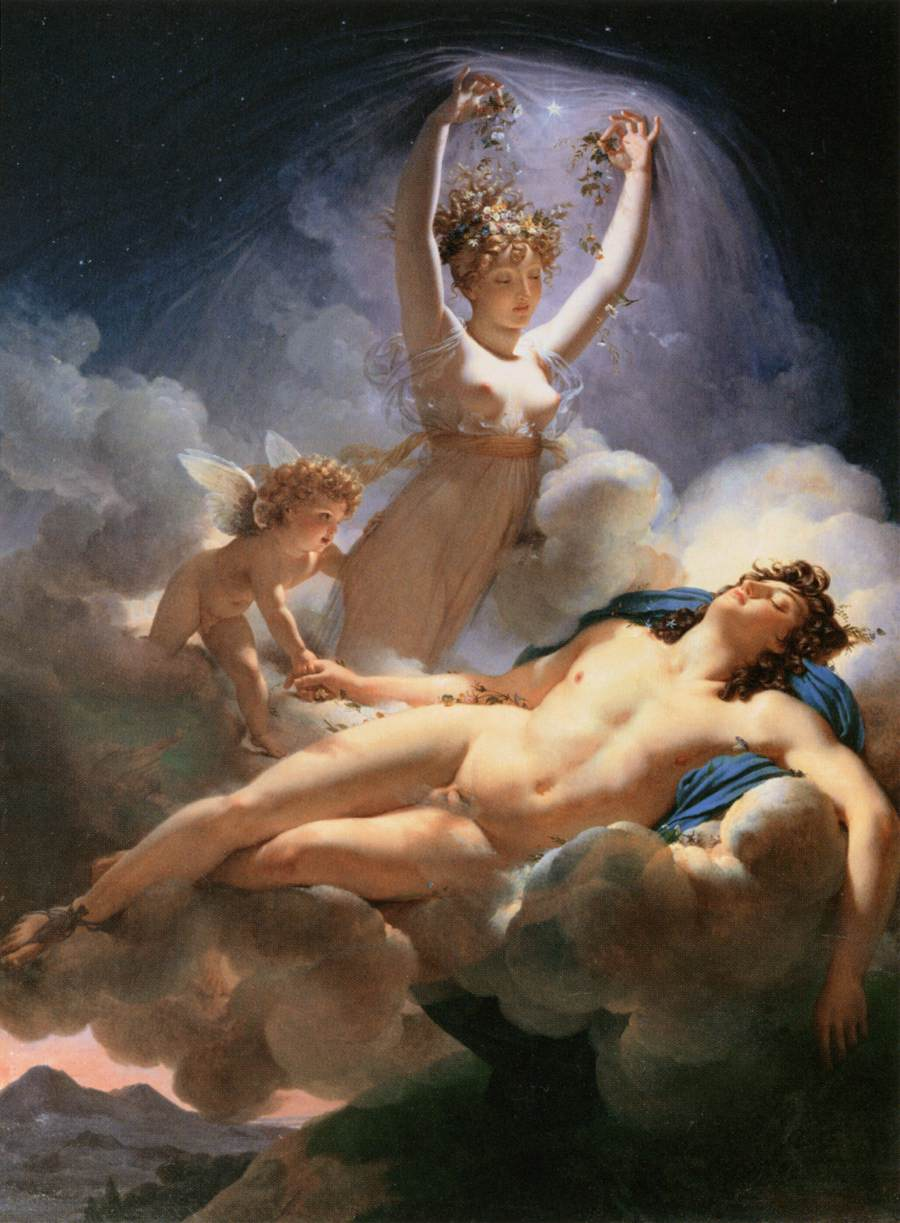
Аврора и Кефал. 1810. Холст, масло. Лувр, Париж
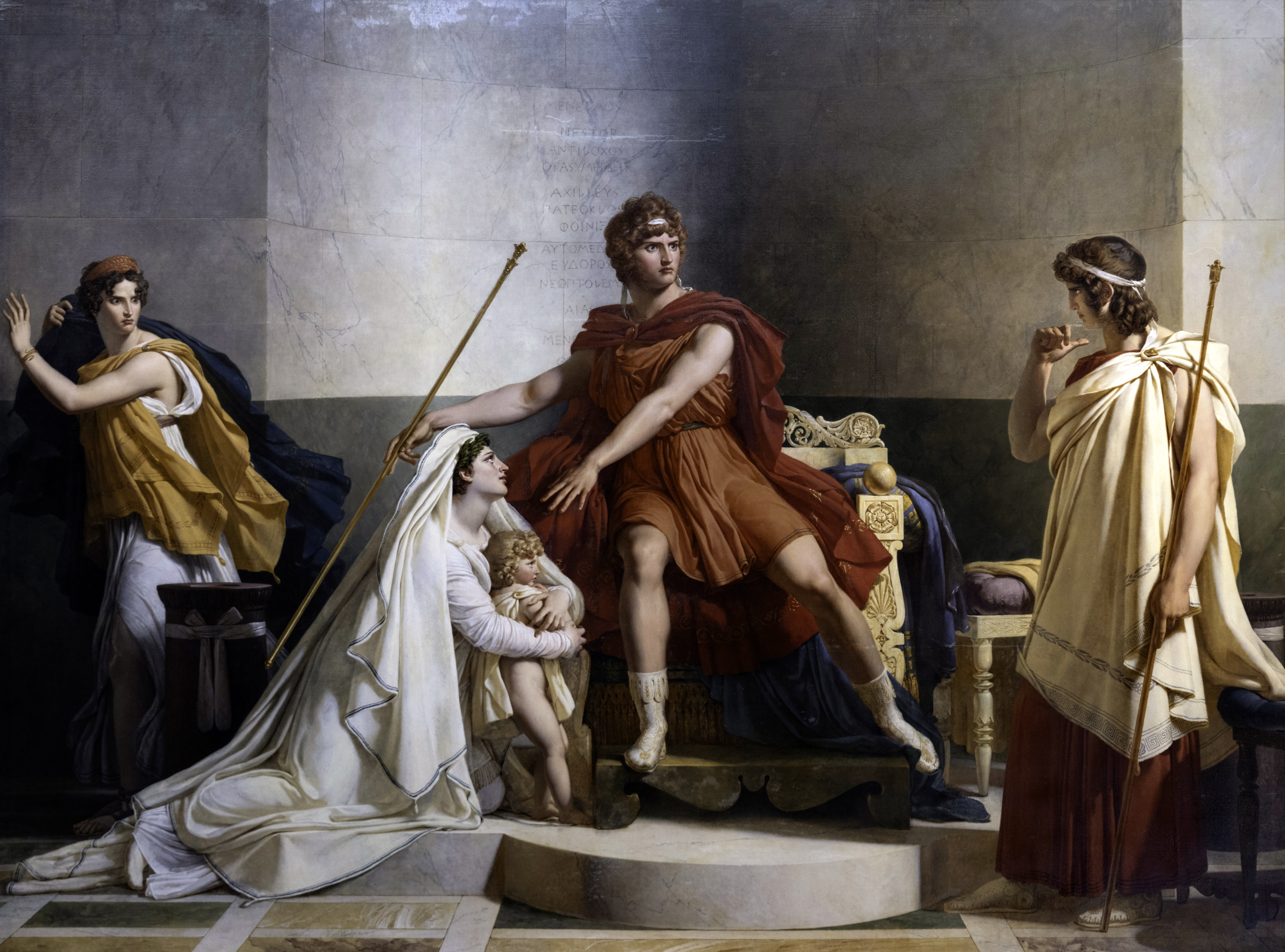
Андромаха и Пирр. 1810. Холст, масло. Лувр, Париж
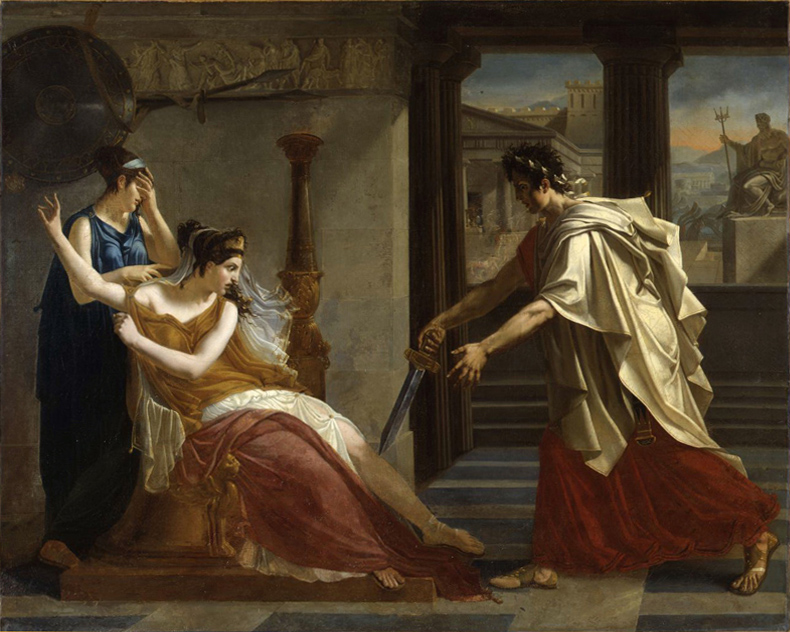
Орест сообщает Гермионе о смерти Пирра. Ок. 1810. Холст, масло. Музей изящных искусств, Кан
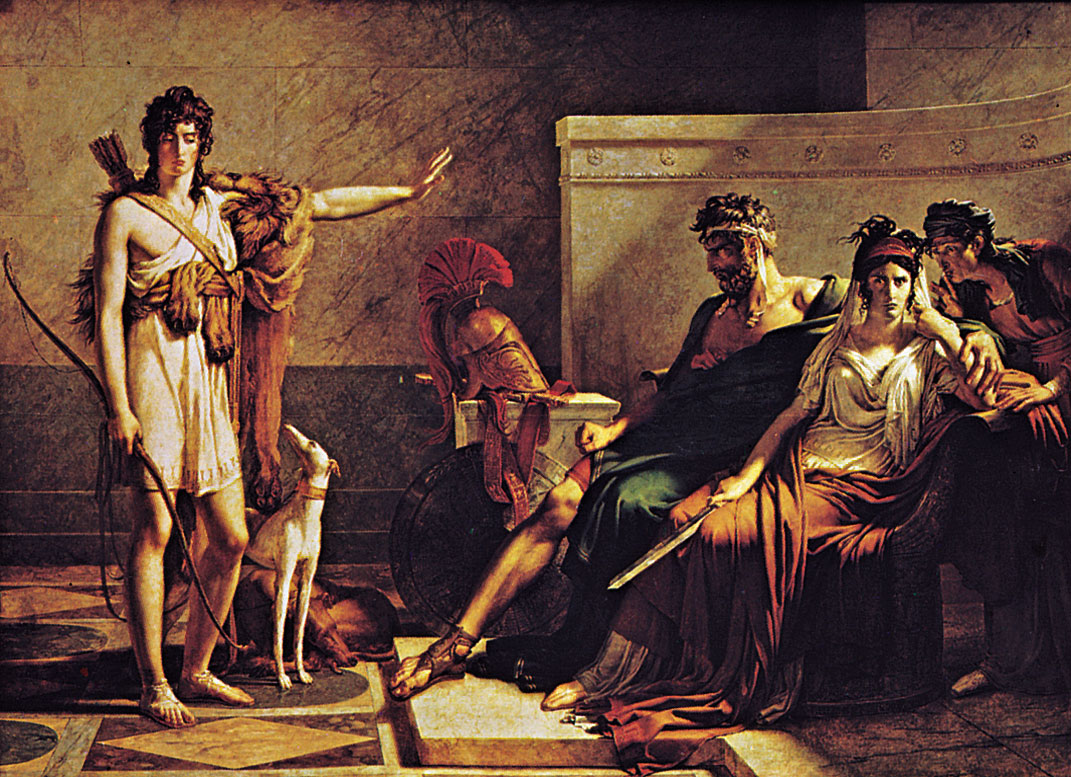
Федра и Ипполит. 1802. Бумага на холсте, перо, тушь, кисть, масло. Лувр, Париж
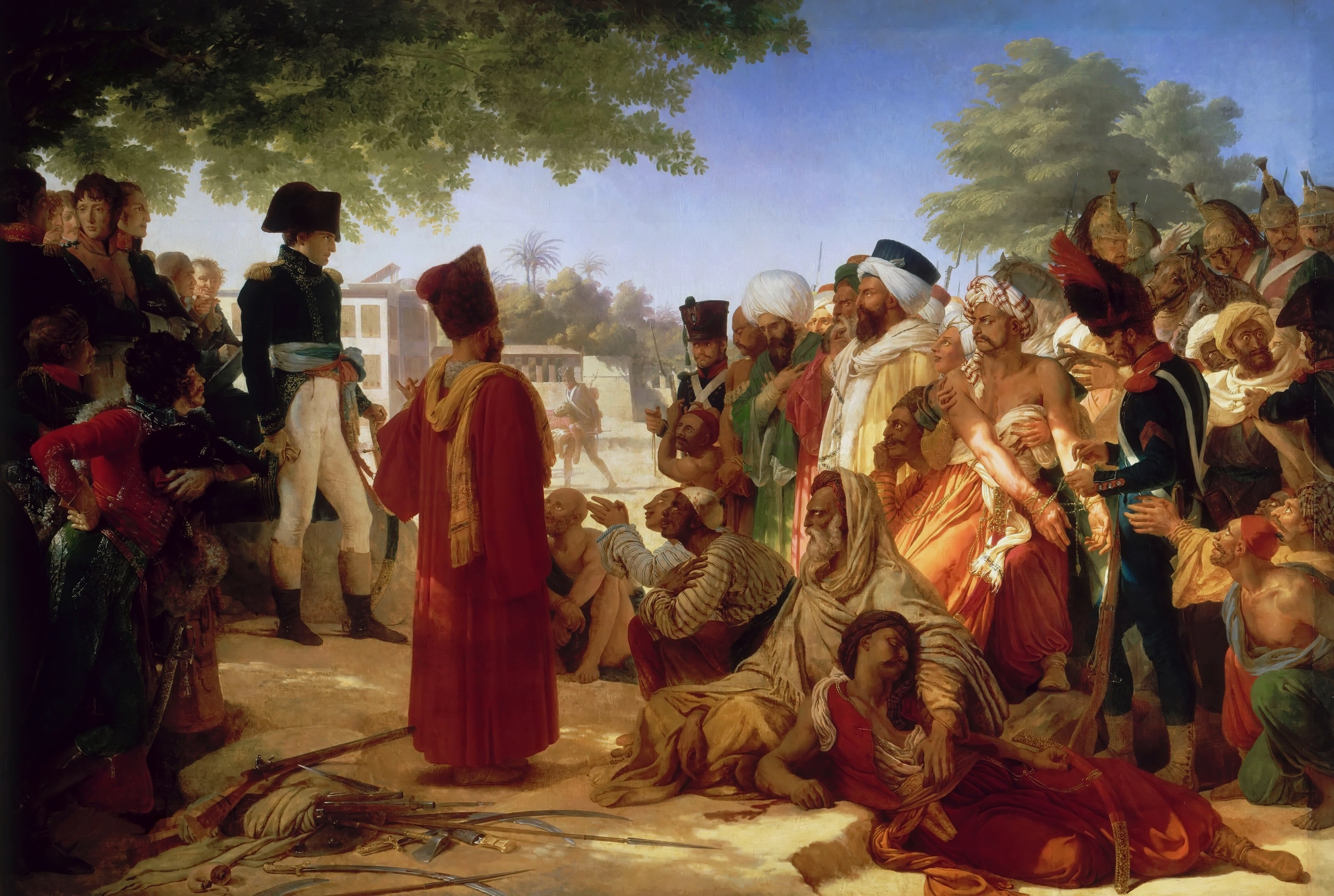
Наполеон прощает мятежников в Каире 30 октября 1798 года. 1808. Холст, масло. Версаль
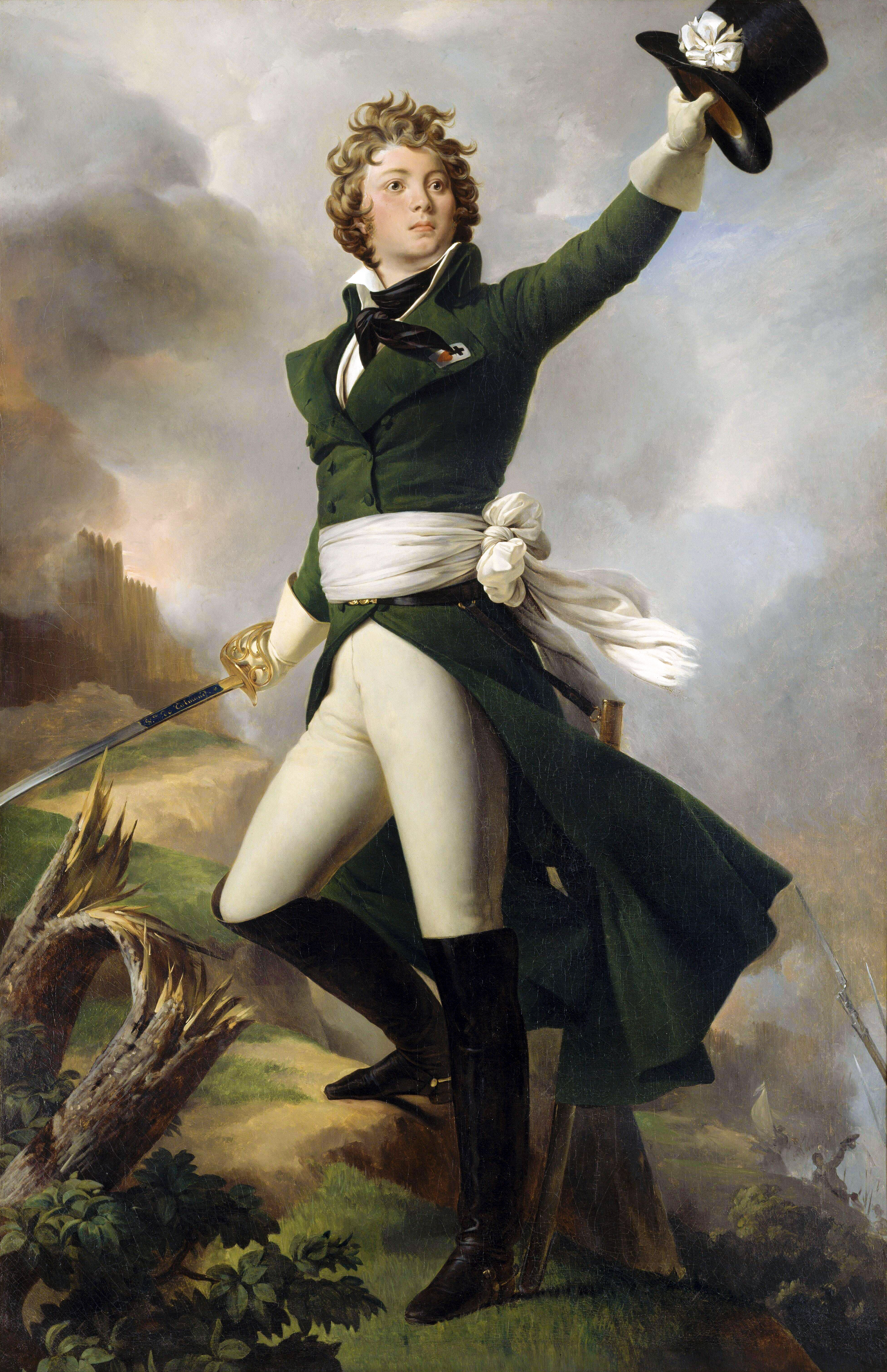
Антуан Филипп де ла Тремойль, принц Тальмондский, генерал Вандеи. 1820-е. Холст, масло. Музей истории и искусств,  Шоле
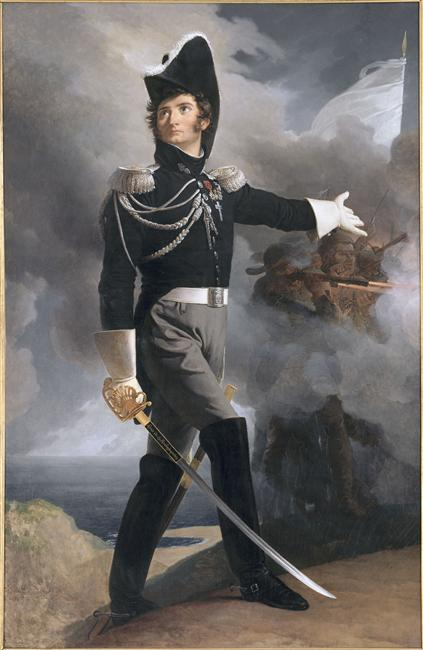
Луи де Ларошжаклен. Ок. 1816. Холст, масло. Музей истории и искусств, Шоле
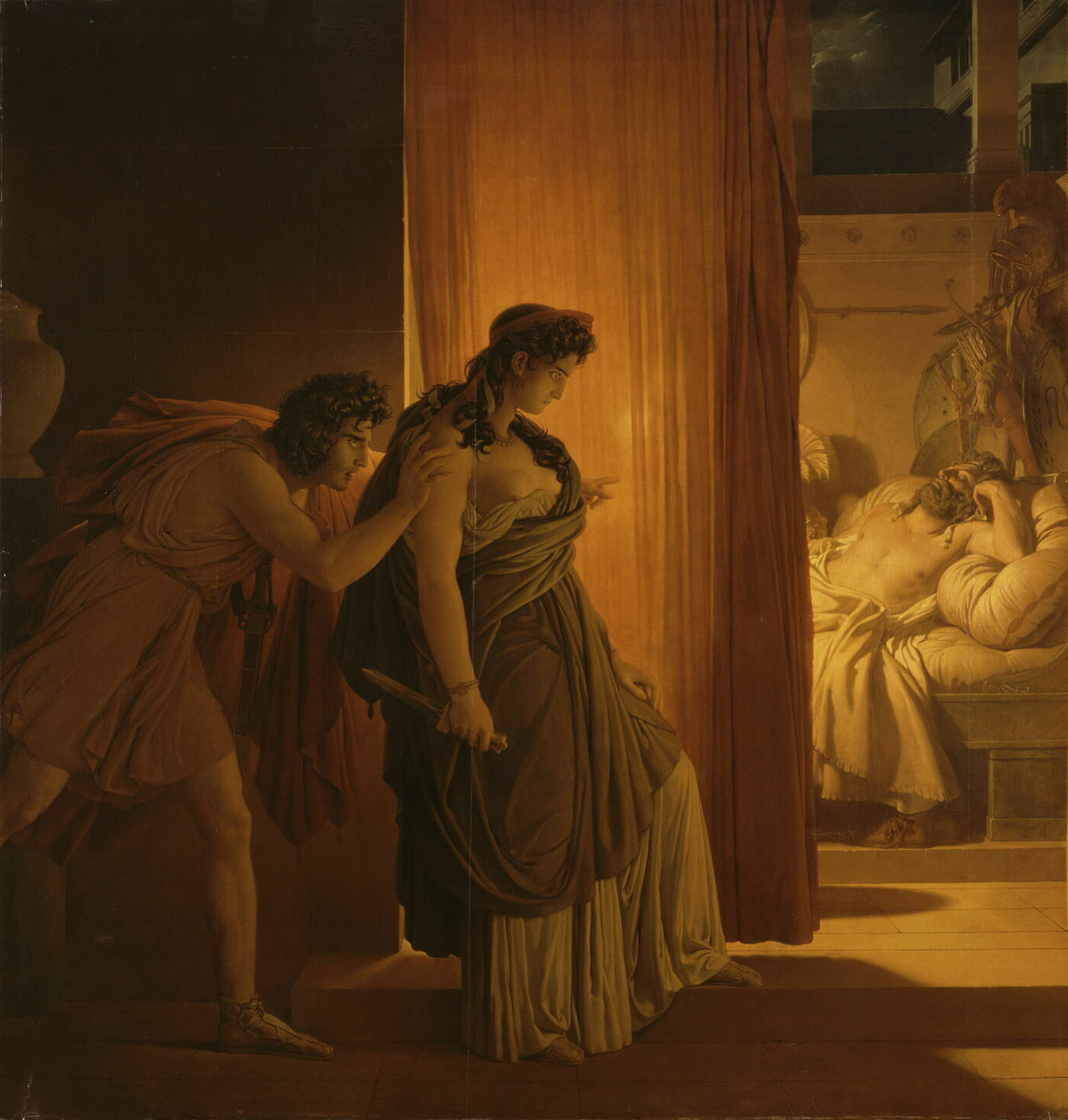
Клитемнестра колеблется, прежде чем ударить спящего Агамемнона. Эгисф, её сообщник, толкает её. 1917. Холст, масло. Лувр, Париж
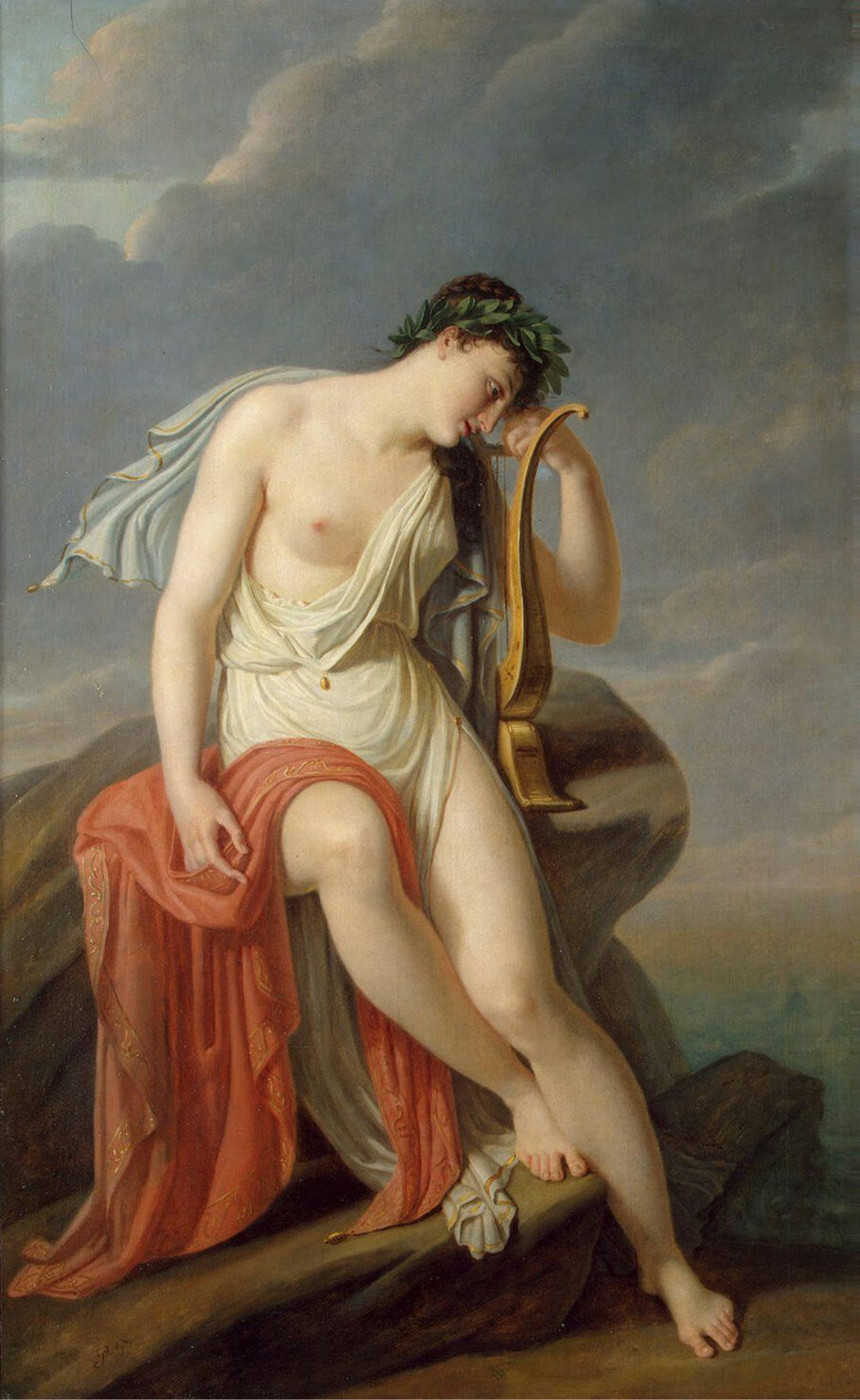
Сафо на Левкадской скале. 1800-е. Холст, масло. Государственный Эрмитаж, Санкт-Петербург